# Station Krosnowice Górne
Station Krosnowice Górne is een spoorwegstation in de Poolse plaats Krosnowice.